# Gönczöl László
Gönczöl László (Győr, 1938. augusztus 1. – Győr, 2020. október 6.) magyar testnevelő tanár, szakíró.
1955-ben tanítóképzőt végzett Győrben, 1956-tól gyakorló tanító volt Várbalogon, majd Pannonhalmán, Börcsön tanított. A Testnevelési Főiskolán szerzett testnevelő tanári diplomát (1965). Edzői képesítéssel rendelkezett atlétikából, kosárlabdából, segédoktató tornából, speciálkollégiumi kiegészítő oklevelet szerzett gyógytestnevelésből. 1964-től a csornai Hunyadi János Gimnázium, 1968-tól a győri Tanítóképző Intézet Gyakorló Iskolájának testnevelő tanára. 1969-től edző, majd vezető edző a Rába ETO atlétikai szakosztályánál. 1980-ban a Magyar Testnevelési Főiskolán védte meg doktori dolgozatát.
1975-1998-ig 5 cikluson keresztül a győri Apáczai Csere János Tanítóképző Főiskola, illetve a NYME Apáczai Csere János Tanítóképző Főiskolai Kar testnevelés tanszékvezetője. Az Universitas Diák Sportegyesület alapító vezetőségi tagja. 1998-tól a Gyógytestnevelés szakirányú továbbképzési szak vezetője.
1986-tól a Magyar Olimpiai Akadémia (MOA) alapító tagja, 1987-től 2001-ig a Magyar Olimpiai Bizottság (MOB) tagja.
1987-től a Magyar Történelmi Társulat Sporttörténeti Szakosztályának titkára, majd társelnöke, a Magyar Pedagógiai Társaság Testi Nevelés Bizottságának tagja, a Pedagógusképző Intézmények Testnevelési Szakbizottság vezetőségi tagja. 1989-től több cikluson át a győri Városi Önkormányzat OKSB tagja, a Sport-albizottság tagja, szakértője illetve szaktanácsadója. A rendszerváltás után az Alpok-Adria Munkacsoport Győr-Moson-Sopron Megyei Sport Munkacsoportjának vezetője. 
2003-tól a Fogyatékossággal Élők Megyei Sportszövetségének Győr-Moson-Sopron megyei elnöke. 2004-től a Győr-Moson-Sopron Megyei Sportági Szakszövetségek elnökségi tagja. 2007-től Győr Megyei Jogú Város Sporttörténeti bizottságának elnöke, ebben a minőségében a győri Olimpiai Kiállítóhely egyik létrehozója. 2016-tól az EMBERSÉG DSE elnöke.
1955-től 1956-ig ifjúsági atlétikai válogatott a RÁBA ETO-nál, illetve a Budapesti Honvédnál, a Győri Dózsánál. 1955-1956-ban a RÁBA ETO igazolt ökölvívója. 1984-től az OVASE színeiben szenior magyar atlétikai bajnokságokon 20 alkalommal ért el I. helyezést.

## Szakmai tevékenységek
Tanszékvezetői kinevezése után egy évvel, 1976-ban a tanítóképzők számára érvénybe lépett tanterv lehetővé tette a képzés magasabb szintjét biztosító stúdiumok bevezetését. A testnevelés tanszék a megye és a régió alsó tagozatos pedagógusai számára a szakmai fórumoknak, továbbképzéseknek, nyílt napoknak a központja lett. Cél: a testnevelés tanítás módszertanának korszerűsítése, a szükséges képzési körülmények megteremtése. 1995-ben nagy elismerést jelent a tanszék számára az Országos Tantervfejlesztő Bizottság felkérése, miszerint az óvónő- és tanítóképző főiskolák Testnevelés- és Sport műveltségterület tantervének kifejlesztésével a tanszék oktatóit, az országos koordinációval dr. Gönczöl Lászlót bízták meg. Az elkövetkezendő időszakot a tanszéken folyó oktató munka színvonalának emelése, a hallgatók helytállása, valamint számos szakmai eredmény, tudományos kutatás, publikáció, a főiskolai hallgatók kiemelkedő sportolói és tanulmányi helytállása fémjelezi. Országosan elismert, példaértékű kutatómunka indult hallgatók és oktatók bevonásával.
Tanszékvezetői tevékenysége alatt készültek el a tanszék szabadtéri létesítményei: korszerű kézilabda, kosárlabda és ugrópálya, füves tornatér, valamint az atlétikai pálya, 1986-ban a fedett tornacsarnok.   
Legaktívabb oktatói éveiben kutatási tevékenységének fókuszában Győr-Moson-Sopron megye sport- és olimpiatörténeti eseményei állnak. Az érdemi munka a tanszéken és a Magyar Olimpiai Akadémia (MOA) szervezeti rendszerének keretei között folyt.  Mint a Magyar Olimpiai Bizottság (MOB) tagja Gönczöl László sporttársaival számos helyi és országos szakmai programban képviselte a megyét. A sok tartalmas szakmai rendezvény termékenyítőleg hatott az intézményi és helyi sporttörténeti folyamatokra. Egy-egy jó ötlet, kezdeményezés, nagyszerű sportesemény, jelentős személy felismerhető az általa publikált könyvekben, amelyeket sikerült létrehozni; relikviákban, fényképeken, emléktárgyakban, méltató levelekben megőrizni.
Az 1980-as évektől fogva a főiskolán kiemelt vizsgálati és gyakorlati képzési területe a fogyatékosok testnevelése és sportja. E terület szakértőjeként több éven keresztül végzett szaktanácsadói feladatokat a Győr-Moson-Sopron Megyei Pedagógiai Intézet listás tanácsadójaként is. 1998-ban új diploma kiegészítő tanúsítványt szerzett, és a Magyar Gerincgyógyászati Társaság Tartásjavító fejlesztő programja alapján az észak-dunántúli régió pedagógus továbbképzési programjaiban,10 év alatt, 3 megyében mintegy 70 intézményben kb. 600 óvodapedagógust, tanítót és tanárt képezett ki a gerincproblémák megelőzésére.  Az előbbi témában az ÁNTSZ-szel együttműködve is dolgozott az érintett populáció egészségneveléséért.
Már az 1980-as évek elején felismerte, hogy a fogyatékossággal élők életminőségének javítását a sporttevékenység nagymértékben elősegítheti. Hallgatóival olyan programokba kezdtek, amelyek segítették a tanítójelöltek egészségnevelésre irányuló felkészítését, fejlesztését. A főiskolai hallgatókat is bekapcsolta a győri és a megyei mozgáskorlátozottak, a szervátültetettek, a vakok és gyengén látók sportegyesületeinek munkájába. Megszervezte azon fogyatékos fiatalok és hozzátartozóik sportfoglalkoztatását a tanítóképző  főiskolán, akik máshol nem juthattak hozzá a mozgás élményeihez. Számukra mintegy 30 éven át tartott hetente két alkalommal sportfoglalkozásokat, melyeken mintegy 30-50 fiatal és idősebb fogyatékos „sportoló” vett részt. A szükséges feltételek megteremtését munkahelye mindenkor messzemenően támogatta, azonban a folyamatosság és a feltételek biztosítása rengeteg önkéntes munkával járt számára. Tanszékvezetőként ő indította el a gyógytestnevelés továbbképzési szakot azon tanítók számára, amely az iskolákban egyre nagyobb számban jelen levő HH, HHH, SNI és TANAK-os tanulók számára szakszerű foglalkoztatást biztosított. 2001-től a „Gyógytestnevelés szakirányú továbbképzési szak” és a győri Fogyatékossággal Élők Sportcsoportjának vezetője. A foglalkozásokba tanító, gyógypedagógus és szociálpedagógus hallgatókat is nagy számban vont be. 
Számtalan önkéntes tevékenysége közül kiemelkedik még a Győr-Moson-Sopron Megyei Fogyatékossággal Élők Sportegyesületének elnöki tisztségben történő irányítása, az idősek körében végzett egészségmegőrző és fejlesztő tevékenység.

## Néhány jelentősebb kitüntetése
- Az oktatásügy kiváló dolgozója (1970),
- Testnevelés és sport kiváló dolgozója (1972),
- Magyar Népköztársaság Sport Érdemérem ezüst fokozata (1988),
- Magyar Köztársaság Sportjáért arany fokozata (1994),
- Apáczai-emlékplakett (1994),
- Magyar Diáksport Szövetség Aranyérme (1994)
- Bauer Rudolf Megyei Sportdíj (1995),
- Szent László Érem Díj (1997),
- Magyar Egyetemi-Főiskolai Sportszövetség Aranyérme (1997,
- Győr-Moson-Sopron Megye Szolgálatáért Díj Sport tagozaton (2008),
- Matolay-emlékérem. A Testnevelő Tanárok Országos Egyesülete és a MOB Aranyérme (2011),
- Győr Sportjáért Életműdíj (2013)
- Győr Megyei Jogú Város Díszpolgára (2013),
- Fogyatékosok Diáksportjáért Kitüntetés (2017).

## Néhány jelentősebb publikációja
- Dr. Gönczöl László: Olimpiai kronológia (1945-1972) Győr-Sopron megye. Felelős kiadó Kovács István sportigazgató. Győr, 1989.
- Dr. Gönczöl László: Győr-Moson-Sopron megye olimpiai és sporttörténeti krónikája (1973-1992). Felelős kiadó Kovács István sportigazgató.  Győr, 1995.
- Dr. Gönczöl László: Győr-Moson-Sopron megye sport – és olimpiatörténeti krónikája 1896-1945-ig. Győr Megyei Jogú Város Sportigazgatósága. Győr, 1995.
- Dr. Gönczöl László: A testkultúra szempontjainak érvényesülése a győri tanítóképzők történetében (1847–1995) Apáczai Csere János Tanítóképző Főiskola. Győr, 1996.
- Dr. Gönczöl László: Győr-Moson-Sopron megye sport és olimpiatörténeti krónikája (1992-1996) Győr Megyei Jogú Város Sportigazgatósága, Győr, 2003.
- Dr. Gönczöl László: Győri Sportlegendák mesélnek I. kötet. Győr Megyei Jogú Város Sportigazgatósága, Győr, 2008.
- Dr. Gönczöl László: A győri tanítóképzők testkultúrájának és sportjának története (1778-2008) NYME ACSJ Kar, Győr, 2008.
- Dr. Gönczöl László: Győri Sportlegendák mesélnek II. kötet.  Győr Megyei Jogú Város Sportigazgatósága, Győr. 2009.
- Dr. Gönczöl László: Győri Sportlegendák mesélnek III. kötet.  Palatia Nyomda és Kiadó Kft Győr, 2010. Dr. Gönczöl László és Társa Oktatási Szolgáltató Bt. Győr, 2012.
- Dr. Gönczöl László – dr. Gönczöl Lászlóné: Mesél a birkózószőnyeg. Győri Sportfejlesztési és Segélyezési Alapítvány Győr, 2012.